# 须弥山

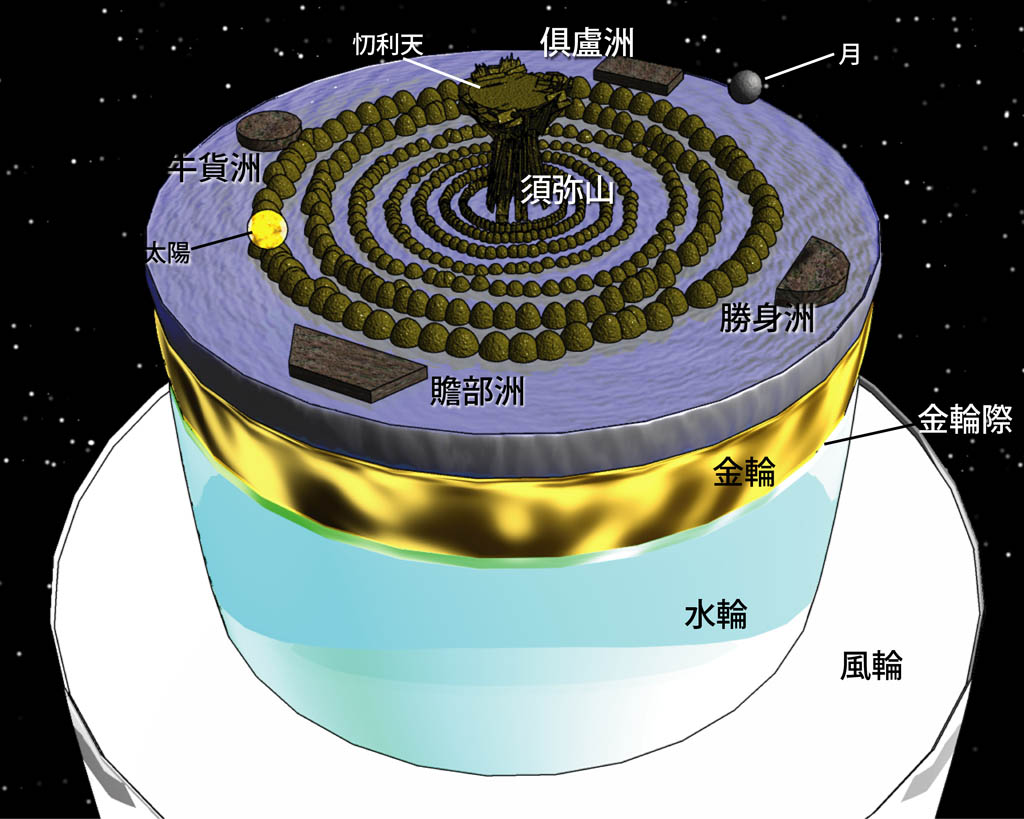
须弥山和四大部洲图像

須彌山（羅馬化：Sumeru；藏語：ཪི་རྒྱལ་པོ་རི་རབ་），又譯為蘇迷嚧山、蘇迷盧山、彌樓山、妙高山或妙光山，為佛教、耆那教、印度教宇宙論中最高的神山，日月之所迴泊，印度眾神的居所。

## 印度神話
印度教的宇宙观认为，须弥山有八万四千逾缮那高（约合1082000公里，也可能数字是虚指），是世界的中心，围绕着须弥山有天（Svar-loka）、空（Antarikṣa-loka）、地（Bhūr-loka）三界，天界即提婆界。
在波顛闍利對文法的注解——《大注》（Mahābhāṣya）中提到，以須彌山為中心，大地（Bhūmi）有「七洲」（Dvīpa）呈同心圓圍繞，而洲與洲之間則是以大海隔開。最外圍則被界非界（lokāloka）的高山所圍繞。這七州是：
1. ：贍部洲（Jambu），中有須彌山，被鹽（Lavaṇa）海所圍繞。
2. ：波叉洲（Plakṣa）包圍著鹽（Lavaṇa）海，而被甘蔗汁（Ikṣa）海所圍繞。
3. ：設拉末梨洲（Śālmala）包圍著甘蔗汁（Ikṣa）海，而被酒（Surā）海所圍繞。
4. ：俱薩洲（Kuśa）包圍著酒（Surā）海，而被奶油（Sarpis）海所圍繞。
5. ：鶴洲（Krauñca）包圍著奶油（Sarpis）海，而被乳酪（Dadhi）海所圍繞。
6. ：薩伽洲（Śāka）包圍著乳酪（Dadhi）海，而被牛奶（Dugdha）海所圍繞。
7. ：青蓮華洲（Puṣkara）包圍著牛奶（Dugdha）海，而被水（Jala）海所圍繞。

另外，也有「四洲」說。認為大地是像蓮華，須彌山在中間，四大洲像四花瓣圍繞須彌山，東邊是賢馬洲（Bhadrāśva），西邊是計都鬘洲（Ketumāla），南邊是贍部洲（Jambu）或是婆羅多洲（Bhārata），北邊是俱盧（Kuru），或北俱盧洲（Uttara-kuru）。
按照廣博仙人（Vyasa）的《瑜伽經注》，須彌山頂有寶石、銀子、水晶、青金石、和金子。由於這些珍寶的映色，南方天空看起來像深藍色，東方的天空是白色，西方是透明的，北方呈黃色。須彌山是天人安住所，分別有雜林園（Miśravana）、歡喜園（Nandana）、寶車園（Caitraratha）、善意園（Sumānasa）等四處花園。
天人們的聚會所叫「善法（Sudharma）」堂，天人的城市名「善見（Sudarśana）」城，皇宮為「殊勝（Vaijayanta）」宮。行星、星座和恒星在須彌山的天空，以北極星為主，圍繞須彌山，因穩定風的推動而轉動。

## 耆那教
耆那教的宇宙論將世間（loka）分為三層，上層為Urdhva Loka（上界，諸天住處）、中層為Madhya Loka（中間世間，人間界）、下層為Adho Loka（下界，地獄）。「中間世間」為人類的住處，以閻浮提（Jambu-dvipa）為中心，有無數個大洲（dvipa-samudra），呈同心圓方式環繞中央大洲閻浮提，大洲之間則有海水間隔。人類只居住在閻浮提、達塔契乾陀洲（火焰樹，Dhātakīkhaṇḍa-dvīpa），以及浦濕卡羅婆羅洲（青蓮花，Puṣkaravara-dvīpa）內側。
按耆那教說法，一共有五座迷嚧（meru）山，都位於人類所居住的大洲。位於閻浮提中央的叫做「善見」（sudarshana），位於火焰樹洲東部的叫做「尊勝」（vijaya），西部的叫做「不動」（achala），位於青蓮花洲東部的叫「堅實」（mandara），西部的叫「電光」（vidyunmali）。「善見」比其他四座稍微要高，所以叫做蘇迷嚧/須彌（Su-meru）山，而其餘四座只是迷嚧山。
在須彌山頂，有座四方平臺。東方和西方的臺座由黃金構成，面對著閻浮提洲的婆羅多（Bharata）地區和愛拉瓦塔（AirAvata）地區，北方和南方的臺座由白銀構成，面對著閻浮提的東、西維德哈（Videha）地區。這些地區在閻浮提，是所謂的「作業地」（Karma bhumi），也就是在這地區，才有可能獲得解脫（moksa），轉生天上，或墮落地獄。當每位蒂爾丹嘉拉（Jina）出生時，因陀羅會將嬰兒帶至相關的臺座，為其進行灌頂（Abhisheka），這就是耆那教儀式中的Snatra-Puja。

## 佛教
在佛教的宇宙論中，世界（loka-dhātu）之最底為風輪（vāyu-maṇḍala），此風輪依止虛空。風輪之上有水輪（jala-maṇḍala），水輪之上有金輪（kāñcana-maṇḍala），金輪之上以須彌山為中心，往外有八山八海，須彌山外第七山之外圍第八大海（lavaṇa-sāgara，鹹海）中，有人類所居住的四大部洲，此八海和八山、须弥山合称九山八海。最外層以鐵圍山（Cakravāda-parvata）為界限，圍成一個空間，再加上諸天所居住的天界，共同構成有情居住的器世間（bhājana-loka）。
而在千個這樣的世界中，就有千個月亮、千個太陽、千個須彌山王，千個四大部洲，千個梵世天。
- 這一千個世界，名為「小千世界」（Sahasra-cudika-lokadhatu）。
- 一千個小千世界，名為「中千世界」（Dvisahasra-madhyamaka-lokadhatu）。
- 集一千中千世界，上覆四禪九天，名為「大千世界」（Trisahasra-maha-sahasra-lokadhatu，直譯即為「三千大千世界」）。

一千大千世界是一佛土（Buddhakṣetra）；娑婆世界即為釋迦牟尼佛的大千世界。
按《長阿含》世記經等記載，須彌山北面天金（suvarna）所成，光照北俱盧洲（Uttarakuru）。東面天銀（rūpya）所成，光照東勝神洲（Pūrvavideha）。南面天青琉璃（vaidūrya）所成，光照南贍部洲（Jambudvīpa，即閻浮提洲，釋迦牟尼出生之所）。西面天頗梨（sphatika，某種水晶）所成，光照西牛賀洲（Aparagodānīya）。
須彌山高84000由旬，阿修羅在山底以及大海，八方天居於山腹，山頂為忉利天眾神之王帝釋天（因陀羅）所居，再上空為夜摩天、兜率天、化樂天、他化自在天、色界諸天、無色界諸天。
大乘佛教認為一切法空，原不相礙，所以芥子雖小，也能無礙地容納須彌山，故稱「芥子納須彌」。出自《維摩經不思議品》：「須彌納芥子，芥子納須彌」。

## 歷史考證
印順法師認為，須彌山可能最早是指喜馬拉雅山；也有認為是指岡仁波齊山。

## 後世衍生

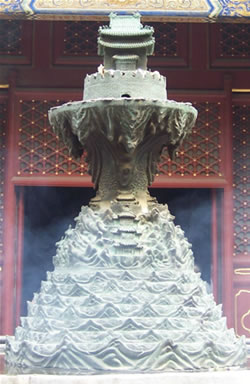
雍和宫的铜须弥山

宁夏有须弥山石窟，该须弥山就是以该佛教传说而命名的。東亞传统建筑的须弥座也是由须弥山而来。
高棉的婆罗门教神庙，如吴哥窟，修建山峰式的普朗塔，象征须弥山。这种形式后来也传入泰国。

## 外部連結
- Wisdom Library - Meru （页面存档备份，存于）
- Wisdom Library - Mount Meru （页面存档备份，存于）
- Buddhist Dictionary of Pali Proper Names - Sineru （页面存档备份，存于）
- 佛祖統紀 第31卷 （页面存档备份，存于）